# Sremski Karlovci
Sremski Karlovci (in serbo Сремски Карловци?; in ungherese Karlóca; in tedesco Syrmisch-Karlowitz; in romeno Carloviț) è una città e una municipalità della Serbia, al centro della provincia autonoma della Voivodina. È situata sulle sponde del Danubio.

## Storia
Nel maggio 1848 fu sede dell'Assemblea di maggio, durante la quale i Serbi dichiararono la costituzione della "Vojvodina serba" (Ducato di Serbia) all'interno del grande Impero austriaco. Nella stessa assemblea fu richiesta la creazione di un Patriarcato per gli ortodossi serbi che vi avevano già la sede del loro metropolita per i territori croati e ungheresi, patriarcato che fu concesso dall'Imperatore nello stesso anno (il Patriarcato di Karlovci durò fino al 1920 ma il titolo di arcivescovo di Karlovci è tuttora parte di quello dei Primati della Chiesa ortodossa serba). Dopo la seconda guerra mondiale Sremski Karlovci divenne sede dell'eparchia della Sirmia.
Dal 1º settembre 1922 fu sede del Consiglio russo (Zemskij Sobor) ivi spostato da Costantinopoli, ossia di tutti gli organismi russi in esilio, ovvero la "capitale" della Russia zarista, di cui Vrangel' fu presidente (fino alla sua morte nel 1928), e poi trasferita al granduca Nicola, nel quale è compresa anche l'"Organizzazione Kutepov" un'organizzazione segreta per le attività di ricognizione e di sabotaggio nel territorio dell'Unione Sovietica; nell'autunno 1944 di fronte all'avanzata sovietica, da questo luogo i cosacchi saranno evacuati dai tedeschi in Carnia, da dove nel 1945 gli Alleati li consegneranno ai sovietici.
La città fu anche la "capitale" religiosa degli esuli russi perché dal 1922 al 1944 il palazzo patriarcale fu sede del sinodo e dell'amministrazione  della Chiesa ortodossa russa fuori dalla Russia.